# Liga Argentina de Football
La Liga Argentina de Football (Lega argentina di calcio, abbreviato in LAF) è stata una federazione argentina di calcio. Fu fondata il 18 maggio 1931 e si sciolse il 3 novembre 1934, in seguito alla fusione con la Asociación Argentina de Football. È stata la prima federazione a organizzare un campionato professionistico di calcio in Argentina.

## Storia
Nel 1931 la LAF creò il primo torneo professionistico della storia del calcio argentino: alla riunione costitutiva avevano partecipato 17 società, che diedero inizio al campionato il 31 maggio. Alla prima stagione presero parte 18 formazioni, le fondatrici più il Gimnasia La Plata, e la manifestazione si concluse con la vittoria del Boca Juniors. La seconda annata fu invece vinta dal River Plate, e la terza fu appannaggio del San Lorenzo. Il 3 novembre del 1934 le due federazioni esistenti decisero di fondersi, creando la Asociación del Fútbol Argentino.

## Lista dei club fondatori[4]
- Argentinos Juniors
- Atlanta
- Boca Juniors
- Chacarita Juniors
- Estudiantes La Plata
- Ferro Carril Oeste
- Huracán
- Independiente
- Lanús
- Platense
- Quilmes
- Racing
- River Plate
- San Lorenzo de Almagro
- Talleres
- Tigre
- Vélez Sarsfield

## Presidenti[5]
- Julio Planisi (1931)
- Eduardo Larrandart (1932-1934)
- Tiburcio Padilla (1934)

## Competizioni
- Primera División (Argentina)